# D'Mitrik Trice
D'Mitrik Trice (Huber Heights (Ohio); 2 de mayo de 1996) es un baloncestista estadounidense que pertenece a la plantilla del WKS Śląsk Wrocław de la Polska Liga Koszykówki. Con 1,83 metros de estatura, juega en la posición de base. Es hermano del también baloncestista Travis Trice.

## Trayectoria deportiva
Trice es un jugador formado en la Wayne High School en Huber Heights (Ohio) y en la IMG Academy de Bradenton (Florida), antes de ingresar en 2016  en la Universidad de Wisconsin-Madison, para jugar durante cuatro temporadas la NCAA con los Wisconsin Badgers. 
Tras no ser elegido en el draft de la NBA de 2021, jugaría la NBA Summer League con los Milwaukee Bucks.
El 15 de septiembre de 2021, firma por el Provence Basket de la LNB Pro A.
El 8 de febrero de 2022, firma por el WKS Śląsk Wrocław de la Polska Liga Koszykówki.